# Anemonia sulcata
Anemonia sulcata es una especie de cnidario antozoo de la familia Actiniidae. En España recibe el nombre de anémona de mar común (como a la especie Anemonia viridis); en Andalucía la llaman ortiguilla u ortiga de mar.  En España está admitida como una especie pesquera y de acuicultura.

## Descripción
Es un pequeño animal marino, con células urticarias para cazar pequeños peces y mariscos, que atrapa con los tentáculos que posee en la parte superior. De forma cilíndrica, tiene unos 6 cm de alto y 3 de ancho. Vive fijada por la base a rocas submarinas.

## Distribución y hábitat
Es propia del mar Mediterráneo y del océano Atlántico, encontrándose en las costas rocosas. Es el actínido más frecuente en el Mediterráneo.
Anemonia sulcata es una de las especies que de forma más sencilla podemos mantener en un acuario geográfico del mediterráneo o litoral. Este tipo de acuario emplea agua natural recolectada con un nivel alto de saturación de oxígeno y presencia de anhídrido carbónico. Este gas es importante para invertebrados superficiales como el que nos ocupa que portan algas zooxantelas simbiontes que le reportan elementos nutritivos y le dan su coloración típica verdosa o amarronada.

## Comportamiento
Es una especie ovípara, con separación de sexos. Se encuentra ocasionalmente asociada a la cámbara (Maia verrucosa), al rasposo (Gobius bucchichi), y a Leptomysis mediterranea.

## Gastronomía

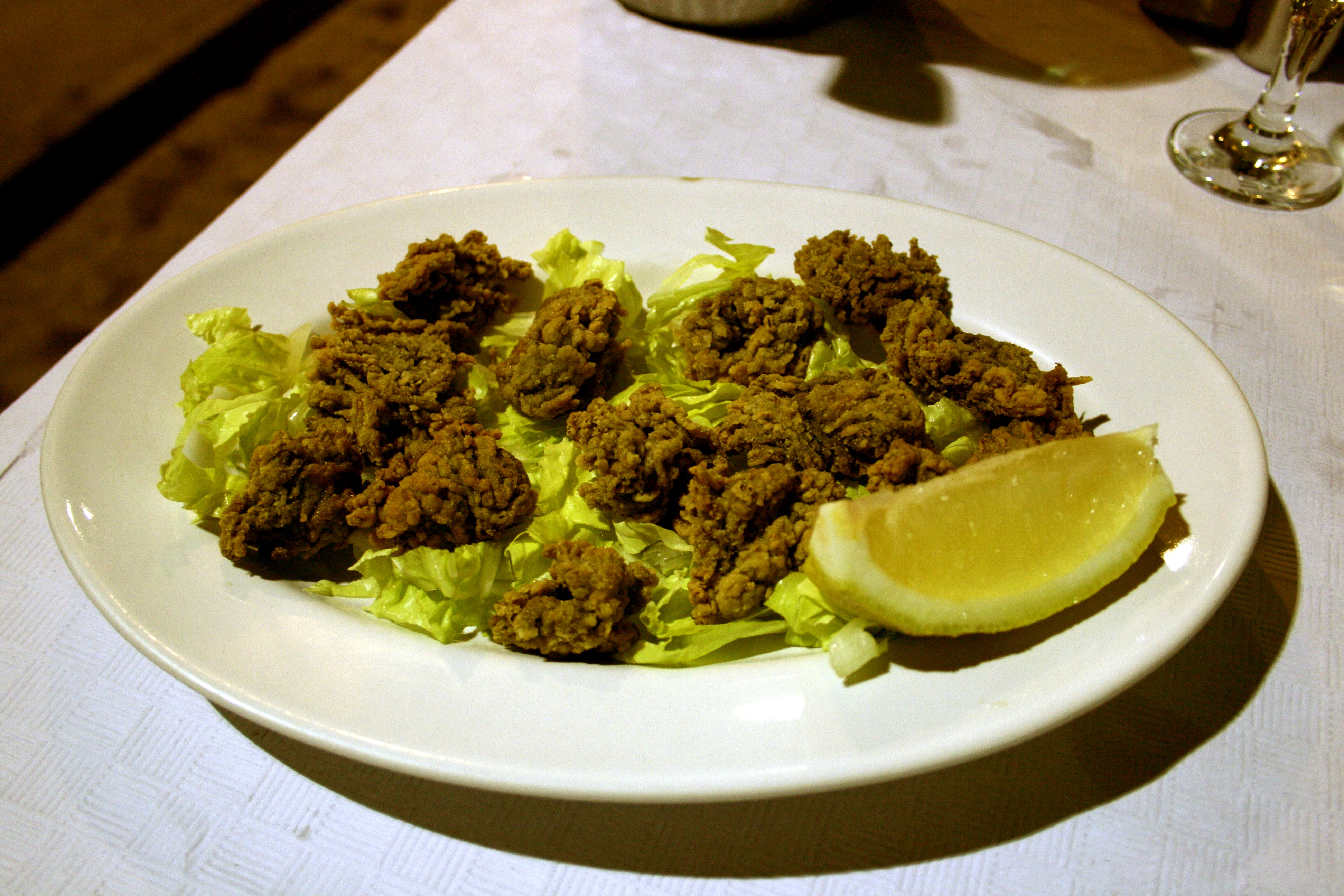
Plato de ortiguillas.

En el mar tienen un aspecto vistoso y una vez sacadas, toman colores de tonos oxidados y vistas en crudo su aspecto no es agradable. Se consume en algunas zonas costeras de la provincia de Cádiz y del Delta del Ebro También en Menorca, citadas en el recetario de cocina menorquina de Fra Francesc Roger “Art de la Cuina” del siglo XVIII. Se enjuagan bien, se rebozan en harina de freír pescado y se fríen con aceite de oliva. Cuando son pequeñas se hacen enteras y si son grandes se trocean, también se pueden cocinar en arroz.

Debido a la poca capacidad de conservación que ofrecen, es un plato difícil de encontrar fuera de las regiones costeras. Es un plato que se suele servir como tapa en algunas ocasiones. A veces se sirve con acompañamiento de pescaíto frito diverso. En Italia se suele marinar en aceite de oliva y luego se fríe hasta estar dorada. Su aroma es fuertemente marino. Debido a su capacidad urticante suelen prepararse marinadas maceradas con vinagre durante algún tiempo y tras su fritura pierden esa propiedad urticante.